# Ligne 6 du tramway d'Anvers
Pour les articles homonymes, voir Ligne 6.

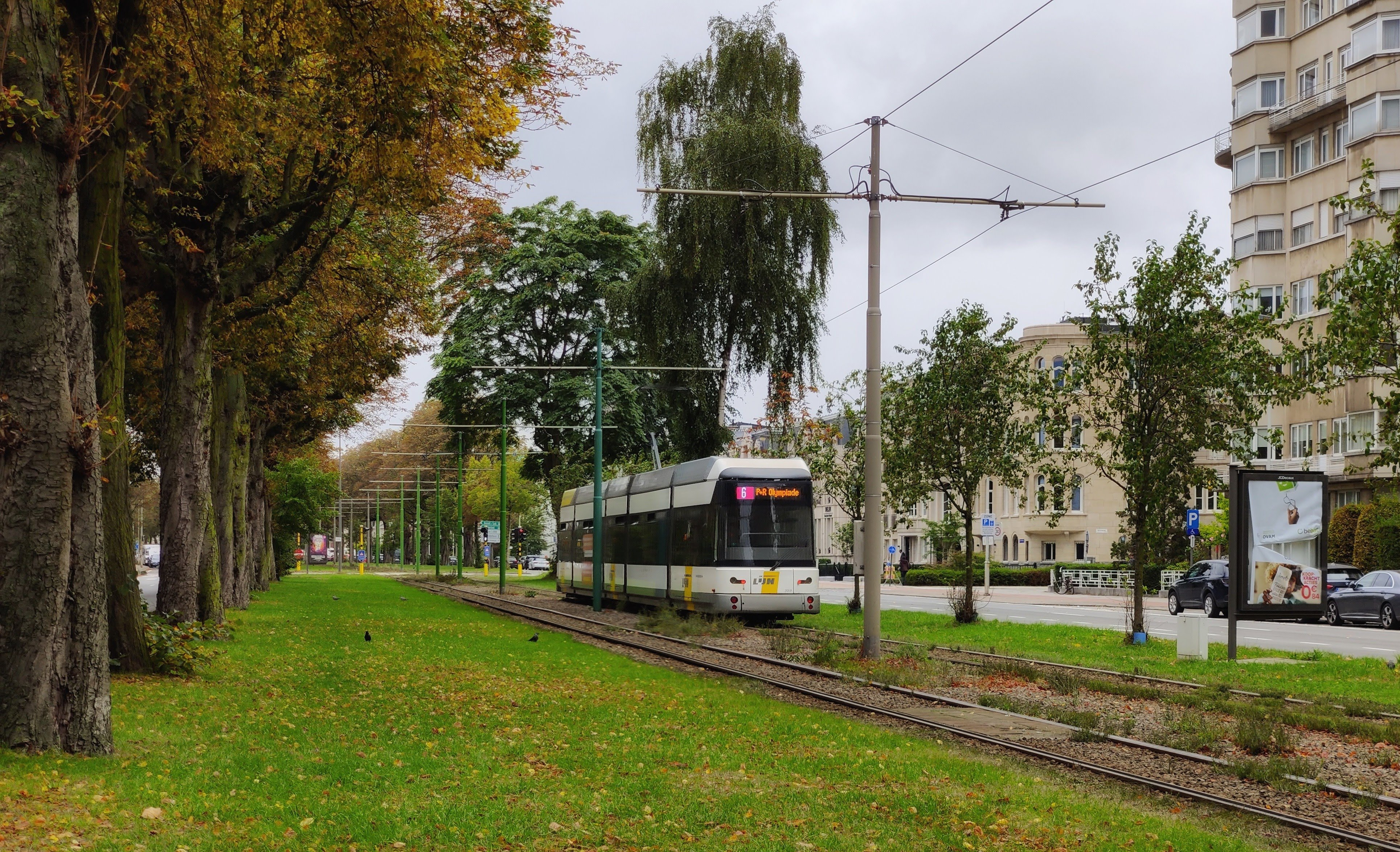
La ligne 6 sur Jan van Rijswijcklaan vers P+R Olympiade

La ligne 6 du tramway d'Anvers est une ligne de tramway qui relie les arrêts P+R Luchtbal et Kruishof.

## Histoire
27 octobre 2007 : mise en service entre Anvers P+R Luchtbal et Anvers Metropolis.
3 juin 2017 : extension d'Anvers Metropolis à Anvers P+R Olympiade.
État au 1er septembre 2019 : 6 Anvers P+R Luchtbal - Anvers P+R Olympiade.

## Tracé et stations
La ligne 6 relie l'arrêt Kruishof (au sud de l'agglomération) à l'arrêt P+R Luchtbal (au nord de la ville) via le centre ville. La ligne emprunte le prémétro d'Anvers de la station Sport à la station Plantin.

### Les stations
|  |   |  | Station                    | Lat/Long                    | Commune | Correspondances |
|  | - |  | -------------------------- | --------------------------- | ------- | --- |
|  | O |  | P+R Luchtbal               | 51° 15′ 47″ N, 4° 25′ 06″ E | Anvers  | P+R |
|  | o |  | Dublin                     | 51° 15′ 26″ N, 4° 25′ 13″ E | Anvers  | Ligne 1 du tramway d'Anvers                                                                                            |
|  | o |  | Luchtbal Kerk              | 51° 15′ 05″ N, 4° 25′ 13″ E | Anvers  | Ligne 1 du tramway d'Anvers                                                                                            |
|  | o |  | Kinepolis                  | 51° 14′ 44″ N, 4° 25′ 13″ E | Anvers  | Ligne 1 du tramway d'Anvers                                                                                            |
|  | o |  | Station Luchtbal           | 51° 14′ 41″ N, 4° 25′ 26″ E | Anvers  | SNCB |
|  | o |  | Lambrechtshoeken           | 51° 14′ 36″ N, 4° 25′ 50″ E | Anvers  | |
|  | o |  | Bredabaan                  | 51° 14′ 25″ N, 4° 26′ 14″ E | Anvers  | |
|  | o |  | Gasthuishoeve              | 51° 14′ 19″ N, 4° 26′ 26″ E | Anvers  | Ligne 2 du tramway d'Anvers · Ligne 3 du tramway d'Anvers                                                              |
|  | o |  | Sport                      | 51° 13′ 49″ N, 4° 26′ 34″ E | Anvers  | Ligne 2 du tramway d'Anvers · Ligne 3 du tramway d'Anvers                                                              |
|  | o |  | Schijnpoort                | 51° 13′ 38″ N, 4° 26′ 20″ E | Anvers  | Ligne 2 du tramway d'Anvers · Ligne 3 du tramway d'Anvers · Ligne 5 du tramway d'Anvers · Ligne 12 du tramway d'Anvers |
|  | o |  | Handel                     | 51° 13′ 27″ N, 4° 25′ 55″ E | Anvers  | Ligne 2 du tramway d'Anvers · Ligne 3 du tramway d'Anvers · Ligne 5 du tramway d'Anvers                                |
|  | o |  | Elisabeth                  | 51° 13′ 22″ N, 4° 25′ 27″ E | Anvers  | Ligne 2 du tramway d'Anvers · Ligne 3 du tramway d'Anvers · Ligne 5 du tramway d'Anvers                                |
|  | o |  | Astrid - Centraal Station  | 51° 13′ 08″ N, 4° 25′ 17″ E | Anvers  | SNCB |
|  | o |  | Diamant - Centraal Station | 51° 13′ 00″ N, 4° 25′ 14″ E | Anvers  | SNCB |
|  | o |  | Plantin                    | 51° 12′ 38″ N, 4° 25′ 19″ E | Anvers  | Ligne 2 du tramway d'Anvers · Ligne 9 du tramway d'Anvers · Ligne 15 du tramway d'Anvers                               |
|  | o |  | Lange Leemstraat           | 51° 12′ 21″ N, 4° 25′ 05″ E | Anvers  | Ligne 2 du tramway d'Anvers · Ligne 4 du tramway d'Anvers · Ligne 15 du tramway d'Anvers                               |
|  | o |  | Harmonie                   | 51° 12′ 05″ N, 4° 24′ 47″ E | Anvers  | Ligne 2 du tramway d'Anvers · Ligne 7 du tramway d'Anvers · Ligne 15 du tramway d'Anvers                               |
|  | o |  | Provinciehuis              | 51° 11′ 55″ N, 4° 24′ 41″ E | Anvers  | Ligne 2 du tramway d'Anvers                                                                                            |
|  | o |  | Markgravelei               | 51° 11′ 51″ N, 4° 24′ 26″ E | Anvers  | Ligne 2 du tramway d'Anvers                                                                                            |
|  | o |  | deSingel                   | 51° 11′ 40″ N, 4° 24′ 09″ E | Anvers  | Ligne 2 du tramway d'Anvers                                                                                            |
|  | o |  | Antwerp Expo               | 51° 11′ 30″ N, 4° 23′ 55″ E | Anvers  | Ligne 2 du tramway d'Anvers                                                                                            |
|  | o |  | Volhardingstraat           | 51° 11′ 13″ N, 4° 23′ 35″ E | Anvers  | Ligne 2 du tramway d'Anvers                                                                                            |
|  | o |  | Olympiade                  | 51° 11′ 07″ N, 4° 23′ 31″ E | Anvers  | Ligne 2 du tramway d'Anvers                                                                                            |
|  | o |  | P+R Olympiade              | 51° 11′ 03″ N, 4° 23′ 31″ E | Anvers  | P+R |
|  | O |  | Kruishof                   | 51° 10′ 54″ N, 4° 23′ 29″ E | Anvers  | |

## Exploitation de la ligne
La ligne 6 est exploitée par De Lijn. Ses 9,7 km sont parcourus en 40 minutes.

### Fréquence
La ligne 6 a une fréquence d'un tram toutes les dix minutes en journée, et d'un tram toutes les quinze à vingt minutes en soirée.

### Matériel roulant
La ligne est exploitée à l'aide de rames Bombardier Hermelijn et Bombardier Flexity Albatros courtes.